# Рішайро Живкович
Рішайро Живкович (нід. Richairo Živković, серб. Ришаиро Живковић, нар. 5 вересня 1996, Віллемстад) — нідерландський футболіст, нападник клубу «Црвена Звезда».

## Клубна кар'єра
Народився 5 вересня 1996 року в місті Віллемстад, Кюрасао в родині місцевого мешканця і матері-сербки, прізвище якої й отримав, оскільки батько невдовзі покинув сім'ю. Згодом перебрався до Нідерландів. Вихованець футбольної школи клубу «Гронінген». Дорослу футбольну кар'єру розпочав 2013 року в основній команді того ж клубу, в якій провів один сезон, взявши участь у 37 матчах чемпіонату.  Більшість часу, проведеного у складі «Гронінгена», був основним гравцем атакувальної ланки команди.
До складу клубу «Аякс» приєднався 2014 року, ставши гравцем команди дублерів клубу. За основну команду клубу з Амстердама дебютував 28 жовтня того ж року, вийшовши на заміну у кубковій грі проти аматорського «Юрка», в якій відразу відзначився забитим голом.

## Виступи за збірні
2013 року дебютував у складі юнацької збірної Нідерландів, взяв участь у 6 іграх на юнацькому рівні, відзначившись 3 забитими голами.

## Титули і досягнення
- Чемпіон Сербії (1):

«Црвена Звезда»: 2021-22
- Володар Кубка Сербії (1):

«Црвена Звезда»: 2021-22
- Володар Кубка Сінгапуру (1):

«Лайон Сіті Сейлорс»: 2023